# Cephalodina crassiceps
Cephalodina crassiceps là một loài bọ cánh cứng trong họ Cerambycidae.